# Turbina wiatrowa

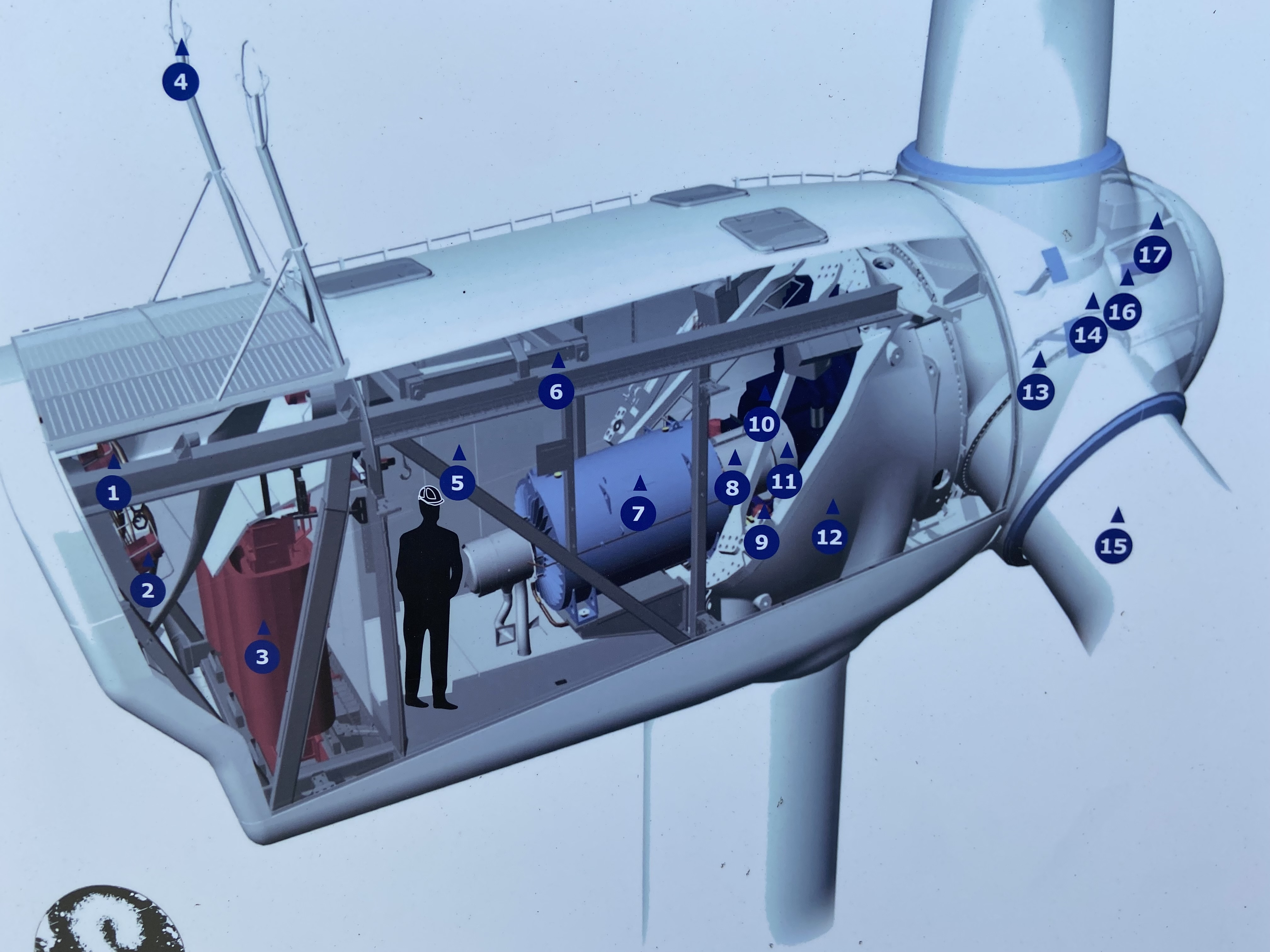
Budowa turbiny:
1: Chłodnica oleju
2: Wodna chłodnica generatora
3: Transformator
4: Ultradźwiękowy czujnik wiatru
5: Komputer sterujący i falownik
6: Dźwig serwisowy
7: Generator
8: Kompozytowe sprzęgło tarczowe
9: Przekładnia odchylenia
10: Skrzynia biegów
11: Mechaniczny hamulec tarczowy
12: Podstawa generatora i jego osprzętu
13: Łożyska łopat wirnika
14: Piasta wirnika
15: Łopata wirnika
16: Siłownik skoku
17: Komputer sterujący ustawieniem łopat

Turbina wiatrowa, silnik wiatrowy, generator wiatrowy – urządzenie zamieniające energię wiatru na pracę mechaniczną w postaci ruchu obrotowego wirnika, stanowiące zasadniczy element elektrowni wiatrowej.

Podstawowe rodzaje turbin wiatrowych

## Rodzaje turbin
W zależności od ustawienia osi wirnika turbiny dzieli się na:
- turbiny o pionowej osi obrotu
  - Savoniusa
  - bębnowa
  - karuzelowa
  - typu tornado
  - Darrieusa
- turbiny śmigłowe o poziomej osi obrotu
  - jednopłatowa
  - dwupłatowa
  - trójpłatowa
  - wielopłatowa.

## Zasada działania
Turbina o poziomej osi obrotu ma wirnik składający się z łopat i piasty umieszczonej na przedniej części gondoli ustawionej na wiatr. Wirnik przymocowany jest do głównego wału wspierającego się na łożyskach. Wał przenosi energię obrotów przez przekładnię do generatora, który przekształca ją w energię elektryczną.
Zasada ta może nieco się różnić w przypadku zastosowania innych typów turbin.

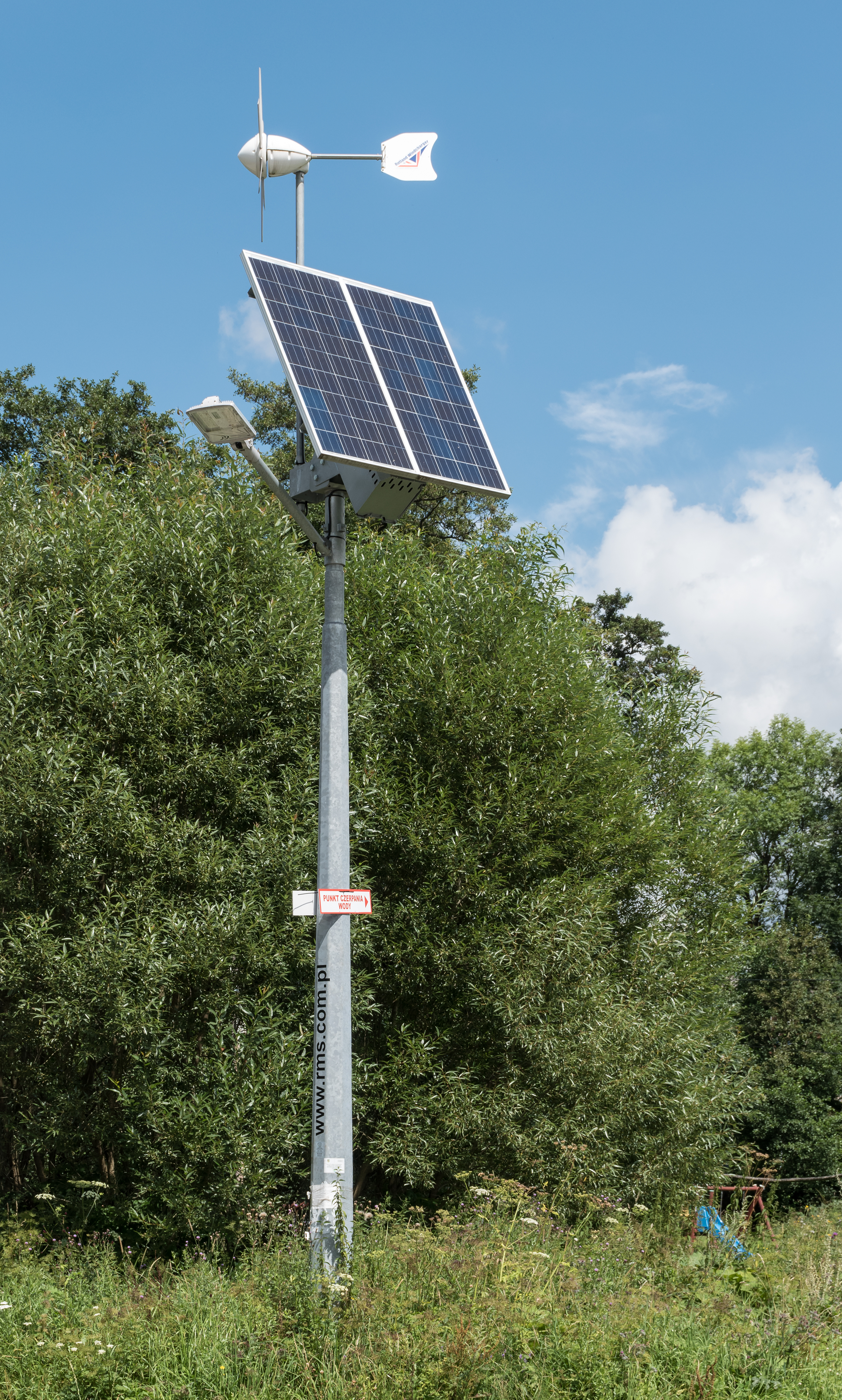
Niewielka turbina wiatrowa jako dodatkowe źródło zasilania latarni ulicznej

Najczęściej obecnie spotykaną turbiną wiatrową jest turbina śmigłowa trójpłatowa (rzadziej dwu- lub jednopłatowa, ewentualnie o większej liczbie łopat), o poziomej osi obrotu, wirniku ustawionym „na wiatr”, zamocowanym w gondoli. Całość umieszczona jest na wieży.

### Wady i zalety
Turbiny instalowane w wietrznych miejscach (duża liczba dni wietrznych i duża prędkość wiatru) mogą być opłacalne ekonomicznie.
Aby warunki dotyczące wietrzności były spełnione, wieże turbin powinny być odpowiednio wysokie (powyżej 45 metrów). To powoduje trudności w transporcie do miejsca ich montażu. Wysokie koszty transportu oraz instalacji powodują, że wciąż mało osób decyduje się na tego typu inwestycję. Elektrownie wiatrowe mogą także negatywnie wpływać na przyrodę oraz na zdrowie osób żyjących w ich pobliżu. 

## Producenci
W 2011 roku głównymi producentami turbin wiatrowych na świecie byli:

1. JD Energy – 12,7%

2. Sinovel – 9,0%
3. Goldwind – 8,7%

4. Gamesa – 8,0%

5. Enercon – 7,8%

6. GE Energy – 7,7%
7. Suzlon Group – 7,6%

8. Guodian United Power – 7,4%
9. Siemens AG – 6,3%

10. Mingyang – 3,6%